# Афинско-Македонское агентство новостей
Афинско-Македонское агентство новостей (греч. Αθηναϊκό-Μακεδονικό Πρακτορείο Ειδήσεων, AΜΠΕ, до 2012 года ААН-МАН А. О., или Афинское агентство новостей — Македонское агентство новостей (греч. Αθηναϊκό Πρακτορείο Ειδήσεων — Μακεδονικό Πρακτορείο Ειδήσεων) — одно из самых авторитетных информационных агентств Греции. 

## История
Свою историю ведущий информационный орган Греции — Афинское агентство новостей (ААН) начинает с 1 января 1905 года. Первым его директором был Иоаннис Паррено. Новое агентство было создано после приобретения государством акций частного «Телеграфного Агентства Стефанополи».
Македонское агентство новостей (Μακεδονικό Πρακτορείο Ειδήσεων) было создано в 1991 году и его деятельность была ограничена регионом Балкан-Чёрного моря. Македонское агентство с самого создания имело службы и вело передачи, кроме греческого, на русском языке и на языках балканских стран. 
После многолетнего сотрудничества Афинское агентство новостей и Македонское агентство новостей были объединены в одно государственное акционерное общество под названием «Афинское агентство новостей — Македонское агентство новостей» (Athens News Agency-Macedonian Press Agency SA / ANA-MPA SA) Президентским указом № 191 от 9 декабря 2008 года. В июле 2011 года агентство официально переименовано в Афинско-Македонское агентство новостей. В 2012 официальный сайт переехал с домена ana-mpa.gr на amna.gr.

## Управление
Управление компанией осуществляется 9-ю членами Совета директоров (Το Διοικητικό Συμβούλιο): 5 из них являются представителями общества Афинского союза журналистов, Афинского университета (и каждые три года по ротации — Университета Аристотеля в Салониках и Университета «Пантеон»). В Совет директоров также входит представитель-сотрудник компании, который избирается тайным выборами с участием всех сотрудников агентства. Главный офис компании расположен в городе Афины. К концу 2009 года компанией управляет генеральный директор Георгиос Тампакопулос.

## Мультимедиа
- Сайт amna.gr на греческом
- Страница на youtube на греческом